# Irena Gaber (malarka)
Irena Gaber (hebr. אירנה גאבר) (ur. we Lwowie) – izraelska malarka pochodzenia polskiego.

## Życiorys
Urodziła się przed II wojną światową we Lwowie. Po 1945 mieszkała w Krakowie, ukończyła studia na Akademii Sztuk Pięknych w Krakowie, naukę kontynuowała w Paryżu, a następnie w Izraelu w pracowni Zvi Schorra. Pracuje w technice olejnej, akwareli, pasteli i ołówka, głównie w stylu figuratywnym z akcentami abstrakcji. Wiele z jej obrazów przedstawia izraelskie pejzaże, wnętrza pracowni i martwe natury. W 1984 otrzymała nagrodę Organizacji Emigrantów Krakowskich za obrazy przedstawiające Kraków i tamtejszą dzielnicę żydowską.